# Métro de Gênes
Le Métro de Gênes est une ligne de métro mise en service en 1990 qui circule entre le centre-ville de Gênes et le quartier de Rivarolo, situé dans la banlieue nord-ouest. Cette ligne de 7 km à double voie et 8 stations (et bientôt 10 en 2024 ), est électrifiée en 750 V courant continu. À la station Principe, une correspondance existe avec le réseau ferroviaire de Trenitalia pour les lignes de banlieue et pour les liaisons nationales.
La ligne est gérée par l'AMT (Azienda Mobilità e Trasporti di Genova), une société d'économie mixte entre la municipalité de Gênes et Veolia Transdev, société française de transports en commun. La ligne est intégrée au réseau de transport AMT.

## Histoire
Depuis 1908 une ligne de tramway empruntait un tunnel souterrain, le tunnel Certosa. En 1964, les tramways avaient fait place aux autobus. La ville réfléchit à un système de transport souterrain du fait de l'impossibilité de mettre en place un tramway dans les rues historiques trop étroites de la ville. Il s'agissait en outre de préserver les monuments historiques. Elle décida en 1975 de construire un métro léger en réutilisant le tunnel existant.
Un contrat clé en main pour le métro de Gênes, 8 km et 11 stations, a été attribué en 1981 à Ansaldo Trasporti, dont le siège social est dans la ville, par l'Autorité municipale des transports de Gênes. Les travaux ont commencé  en 1982 et devaient durer six ans. Pour l'exploitation de la ligne, 24 trains légers articulés étaient prévus dont 6 commandés, avec un objectif ultime de 50 trains à l'ouverture complète de la ligne. Les travaux se révélèrent compliqués à cause d'une topographie difficile et un espace restreint en centre-ville. Ils furent également retardés du fait de l'absence de financement de la totalité de la ligne. Une loi de financement de février 1992 résolut partiellement le problème en accordant des subventions de l'Etat au projet. Ansaldo Trasporti se vit alors confirmer en 1985 le contrat pour la section entre Brin et Principe et en 1988 celui de la section Principe - Brignole.  Ansaldo développa en coopération avec Firema un matériel roulant de conception nouvelle, adapté au projet, du type métro léger dérivé du tramway. Ce type de véhicules était également destiné à un autre projet d'Ansaldo Trasporti, le métro de Naples. En particulier l'alimentation par pantographe des tramways fut conservée. Six véhicules prototypes furent construits.
Le premier tronçon entre Brin et Dinegro (2,2 km, 2 stations) a ouvert le 13 juin 1990 à l'occasion de la Coupe du monde de football, après de longs retards. La majeure partie de la voie entre ces deux stations passe par le tunnel Certosa. C'est dans le tunnel que se trouve la pente maximale du métro, 5,6%.
Le 27 juillet 1992, le tronçon de 0,7 km de Dinegro à Principe (une station), l'une des deux principales gares de la ville, a été mis en service. Il s'agissait de célébrer également de cette manière le 500e anniversaire de la découverte de l'Amérique par un citoyen de la ville, Christophe Colomb. La ligne était alors desservie par huit trains métro léger articulé. L'exploitation est alors assurée par 68 personnes, réparties en part presque égale entre conduite et maintenance. La ligne transporte 7 millions de passagers par an.
La ligne a ensuite été étendue à San Giorgio-Caricamento le 7 août 2003 (1,3 km, deux stations). Avant l'extension de la ligne jusqu'à San Giorgio, la gare de Principe a été fermée à partir de décembre 2002 pour étendre sa plate-forme aux 80 m afin d'accueillir des trains de trois voitures.
Le 4 février 2005, une mise en service de la ligne en voie unique a débuté sur le tronçon entre San Giorgio et De Ferrari (1,2 km, une station), en plein cœur de la ville et compte désormais parmi les gares les plus fréquentées. Le deuxième tunnel est devenu disponible le 20 décembre 2005 (entre Sarzano et De Ferrari). La gare intermédiaire Sarzano/San Agostino, au cœur du centre historique, a été inauguré en avril 2006.
La dernière extension, le tronçon vers Brignole (1,6 km, une station), est en service depuis décembre 2012,

## Stations
La distance moyenne entre les stations est de 925 m (2 286 m la plus longue, 420 m la plus courte).
Les quais mesurent 80 m de long pour permettre l'utilisation de trains à 3 voitures.

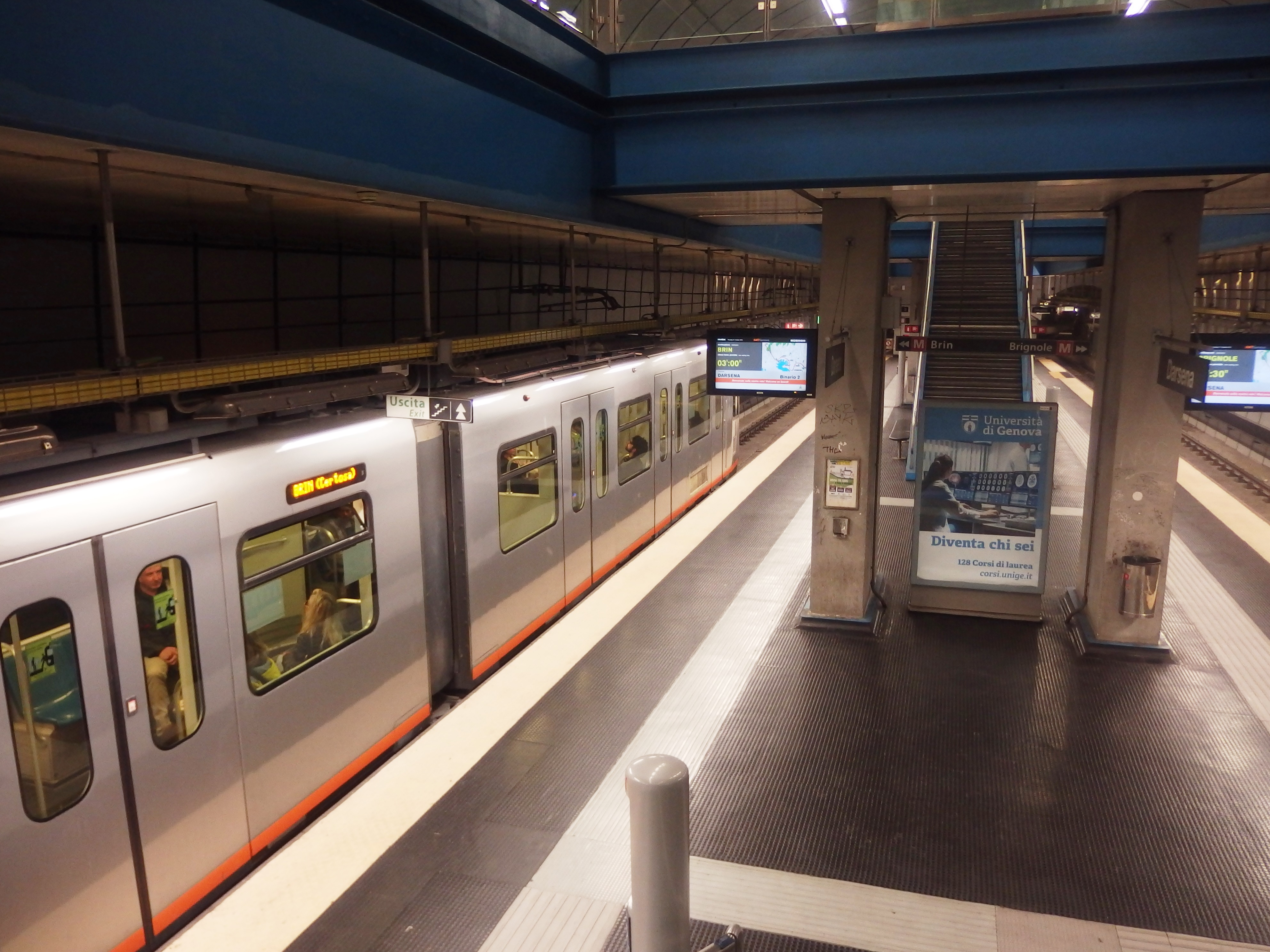
Station Darsena

Toutes les stations sont souterraines, à l'exception de Brin, qui est en aérien, et de Brignole qui est en surface à côté des quais de la voie ferrée principale. La plupart des stations ont des plates-formes latérales, à l'exception de Darsena, Principe et San Giorgio qui ont des plates-formes insulaires. À 28 m, la station Corvetto sera la plus profonde de la ligne. La station Dinegro est en fait au niveau du sol mais entièrement couverte et a des ouvertures sur son côté sud. 
- Brin
- Dinegro
- Principe FS (correspondance avec Gare de Gênes-Piazza-Principe)
- Darsena
- San Giorgio
- Sarzano-San Agostino
- De Ferrari
- Brignole (correspondance avec Gare de Gênes-Brignole)

## Équipements de la ligne

### Matériel roulant
| Matériel  | Livraison | Constructeur                              | Nombre de rames fabriquées | Nombre de voiture par rame | Illustration                  |
| --------- | --------- | ----------------------------------------- | -------------------------- | -------------------------- | ----------------------------- |
| AMT 01-06 | 1990      | Ansaldo, Officine Meccaniche della Stanga | 6                          | 2                          |                               |
| AMT 11-22 | 1991      | Ansaldo, Firema                           | 12                         | 2                          | Train à la station Brignole   |
| AMT 31-37 | 2017      | Hitachi Rail STS                          | 7                          | 4                          | Train de troisième génération |

Les trains du métro ne mesurent que 2,2 m large, ce faible gabarit étant imposé par les dimensions du tunnel antérieurement utilisé par le tramway.
Les trains sont alimentés en courant de traction 750 V cc par pantographe.
La ligne fut tout d'abord desservie par une flotte de six voitures deux sections articulées climatisées fournis en 1985. Une seconde génération de 12 rames Firema 67 A construits par le groupement Firema/AnsaldoBreda fut livrée entre 1992 et 1995. Ces voitures articulés peuvent fonctionner en trains de trois unités maximum, mais de fait circulent en trains de deux unités.
Les voitures de 1985 mesurent 20,5 m de long, avec 28 sièges et un espace pour 152 passagers debout. Les voitures de 1992 sont de 23,6 m de long et peuvent transporter 34 passagers assis et 172 debout. Les véhicules de 1992 peuvent rouler à 75 km/h, contre 70 km/h pour ceux de 1985.  
La troisième génération de train, soit 7 trains de quatre véhicules commandés en 2012 à AnsaldoBreda fut livrée en 2016-2017. Le garage-atelier fut étendu pour les accueillir. Ces trains sont de 39,1 m. de long et peuvent accueillir 48 passagers assis et 242 passagers debout. Ils peuvent rouler à 80 km/h.

### Signalisation
Le système de signalisation du métro comprend un contrôle automatiques des trains. Ce système est rénové à la suite d'un contrat obtenu par Ansaldo en 2010.

## Exploitation et tarification
Gênes est la première ville italienne à introduire en 1994 le billet unique permettant de circuler sur le réseau urbain (bus et métro) et ferroviaire.
Quatorze millions de passagers furent transportés sur la ligne en 2018.

## Projets
Le plus ancien projet d'extension, évoqué dès les années 90, est celui du prolongement vers Rivarolo à partir de Brin.
Différents projets sont à l’étude, mais les pouvoirs locaux n’ont pas encore élaboré les schémas et les plans généraux.
Il y a trois possibilités d'extensions : prolongement vers l'Ouest (Sampierdarena), vers le Nord-Ouest (Rivarolo, pour créer une autre correspondance avec le réseau ferroviaire), vers le Nord (Marassi, Staglieno, c'est-à-dire vers les quartiers très urbanisés où la mobilité est difficile), vers l'Est (place Martinez ou place Terralba, vers l'hôpital Saint Martin).
En mars 2018, le gouvernement italien a annoncé un investissement pour l'extension d'une station à chaque extrémité de la ligne, Canepari au nord-ouest et Martinez à l'est. En outre, trois autres trains seraient achetés pour assurer le service avec ces extensions. Un accord concernant le projet entre la municipalité et les chemins de fer a été signé en mai 2019. Il devait être terminé en 2024 .
Une étude de faisabilité est en cours pour un projet de monorail de 2,3 km.